# Белла чао
«Белла чао» (итал. Bella ciao — Прощай, красавица) — народная итальянская песня, исполнявшаяся участниками движения Сопротивления в Моденских горах во время Второй мировой войны и получившая широкую мировую известность в конце 1940-х годов.

## История создания
Песня «Белла чао» широко известна, как один из гимнов итальянских партизан. Однако время от времени звучали заявления, что данная песня была создана после Второй мировой войны и не может считаться «аутентичной». Тем не менее, в 2021 году итальянский историк Руджеро Джакомини выпустил исследование, в котором, опираясь на архивные документы и свидетельства, убедительно доказал, что песня была создана в феврале-марте 1944 года. Таким образом, факт, что песню «Белла чао» пели в Сопротивлении, подтверждён документально. Согласно исследованию Джакомини, «Белла чао» появилась в регионе Марке, откуда распространилась в Эмилию. Автор песни точно не установлен, согласно легенде, её написал кто-то из партизан, бывший, по всей видимости, врачом или фельдшером.
Текст носит сходство с известной народной песней «Цветок на могиле» (Fior di tomba), а также с некоторыми другими, например, «Цветок Терезины» (Il fiore di Teresina), «Цветок Розины» (Il fiore di Rosina) и «И стучит, стучит дверца» (E picchia picchia la porticella). В настоящее время существует несколько итальянских вариантов текста «Белла чао» (как, впрочем, и «Дверцы»). Различия в них не носят принципиального характера. Например, «stamattina» («сегодня утром») может уступить место «una mattina» («однажды утром»). Поскольку повествование идёт от первого лица, то, в зависимости от пола исполнителя, меняются формы мужского и женского рода.
Что касается мелодии «Белла чао», то в отношении неё существует несколько версий. Согласно одной из них, изначально это была французская баллада XVI века, оказавшая влияние на народные песни разных провинций, как например, Là daré 'd cola montagna (Пьемонт), Il fiore di Teresina (Тренто), Stamattina mi sono alzata (Венеция), на основе которых неизвестный автор-партизан и создал песню. Другая версия, высказанная историком Фаусто Джованарди, выводит мелодию песни к клезмерской мелодии Koilen (вариация еврейской песни Dus Zekele Koilen («Этот мешочек с углём»)), записанной в 1919 году в Нью-Йорке аккордеонистом украинского происхождения Мишкой Цыгановым.

## Послевоенная популярность
Как считает Руджеро Джакомини,
...после освобождения Италии, в ноябре 1945 г. в Лондоне создали Всемирную федерацию демократической молодёжи. Она объединяла молодых людей, выступавших против фашизма и войны. Именно эта организация стала проводить фестивали молодёжи в Праге в 1948 г., в Будапеште в 1949 г., в Берлине в 1951 г. На них собирались люди из всех стран, обменивались мнениями, веселились и пели. А потом возвращались к себе, принося впечатления от увиденного.
Знакомство массовой аудитории с «Белла чао» состоялось на 1-м Международном фестивале молодёжи и студентов, прошедшем в Праге с 25 июля по 16 августа 1947 года. Направляясь на фестиваль, её сначала пели в поезде бывшие партизаны, а затем разучили и все остальные итальянские делегаты. Звучала она повсеместно и в самой Праге, став одной из самых популярных итальянских песен. Сразу же после Пражского фестиваля «Белла чао» была переведена на другие языки, и её можно было услышать также на всех последующих фестивалях молодёжи. В 1960-х годах первыми профессиональными исполнителями популярной песни стали итальянская эстрадная певица Мильва и французский актёр (тосканец по происхождению) Ив Монтан. В дальнейшем её пели многие известные музыканты в разных странах мира. На Кубе «Белла чао» стала традиционной песней молодёжи (итальянское «partigiano» было при этом заменено на испанское «guerrillero»).
Резкий всплеск популярности «Белла чао» произошёл в период студенческих волнений 1968 года, после чего эта песня, стала ещё сильнее ассоциироваться с левым движением. В текст песни был добавлен финал «Era rossa la sua bandiera… c’era scritto libertà».

### «Белла чао» в СССР
В Советский Союз эта песня была «привезена» из Италии в 1963 году Муслимом Магомаевым, традиционным исполнителем итальянских песен. Магомаев исполнял «Белла чао» в двух вариантах — итальянском и русском (на слова поэта Анатолия Горохова). Дополнительный всплеск интереса к песне вызвал выход в 1969 году на экраны югославского фильма «По следу Тигра», в котором звучит эта песня. Кроме того, популярности песни способствовал также американский певец Дин Рид, часто гастролировавший в СССР и постоянно исполнявший её на всех концертах. (Впервые песня «Белла чао» в СССР в его исполнении была выпущена на пластинке «ДИН РИД» в 1966 году).

## «Мондинская» или «рисовая» альтернативная версия
Существует другая версия происхождения Белла чао, по которой партизанский вариант базируется на песне мондин из долины По (Bella Ciao delle Mondine). Мондинами (от слова mondare /очищать) в Италии называют работниц рисовой плантации. Под знаком борьбы за улучшение их тяжелейшего труда прошёл весь XIX век, и лишь в 1906 году мондинам удалось добиться установления 8-часового рабочего дня. В том же году и была написана песня Bella Ciao delle Mondine. Здесь это название можно интерпретировать, как прощание с молодостью и красотой в тяжёлой работе и нужде. В 1963 году с песней выступила популярная исполнительница народных песен Джованна Даффини, сама когда-то работавшая на рисовых плантациях Эмилии.
7 декабря 2003 года в газете «Унита»  музыкант и критик Франко Фаббри опроверг «мондинское» происхождение «Белла чао». По его словам, в мае 1965 года в редакцию «Унита» пришло письмо от некоего Васко Скандзани из Гуальтьери, в котором он утверждает, что является автором «рисового» варианта, написанного им в 1951 году на основе текста партизанской «Белла чао». А в 1963 году Васко передал его Джованне Даффини (по её просьбе).

## Наше время
- Исполнялась итальянскими группами Modena City Ramblers, Talco (альбом Combat Circus) и Banda Bassotti, американской панк-рок группой La Plebe, группой Boikot, английской Chumbawamba, немецкой Commandantes, Split Image, Microphone Mafia, Talco, Heiter bis Wolkig, La Fanfarria del Capitan, Klüngelköpp, французом Ману Чао, итальянцем Диего Морено и другими исполнителями.
- В ходе подготовки к Фестивалю Сан-Ремо 2011 года итальянский певец Джанни Моранди объявил, что намерен исполнить на нём песню «Белла, чао», объединив её с другой песней Giovinezza, официальным гимном фашистской партии Италии периода правления Муссолини — приурочив своё выступление к 150-летнему юбилею объединения Италии. Намерение певца вызвало протесты в обществе и совет директоров телерадиокомпании RAI, которая транслирует фестивали, отказал Моранди в этом исполнении[13].
- В фильме «Бизнесмен» (Business Man), производство Индия, 2012, главный герой поёт для своей возлюбленной «Белла, чао».
- Является победной песней хоккейного клуба «Югра». При победе в домашних матчах в конце на шествии хоккеистов включают именно ее.
- Песня является гимном болельщиков стамбульского клуба «Галатасарай»[14]
- Неоднократно звучала в сериале «Бумажный дом», являясь лейтмотивом сериала в ключевых сценах, как песня связанная с семьей Профессора, и как символ противостояния государственной системе.
- После полномасштабного российского вторжения на Украину украинская певица Христина Соловий в 2022 году записала свою версию песни под названием «Українська лють»[15]. Данная песня прозвучала в компьютерной игре «S.T.A.L.K.E.R. 2» украинской компании GSC Game World и вызвала возмущение среди российских геймеров[16].
- В 1993 году украинская музыкальная группа «Рутенія» записала на мотив песни композицию «Марш УНА-УНСО» (исполняет Константин Ерофеев). В этой версии песни упоминается об участии бойцов УНА-УНСО в войнах в Приднестровье и Абхазии[17].
- Исполнялась советским и российским ансамблем песни и пляски имени Александрова.
- В августе 2018 на фестивале Tomorrowland была представлена версия нидерландского диджея Hardwell в стиле EDM.
- Включена в саунтрек игры Hearts of Iron IV в одном из дополнений, в оригинальной аранжировке[18].

### Витя, чао!
Во время Евромайдана на мотив песни «Белла чао» была написана пародийная композиция «Витя, чао», призывающая к отставке правящего тогда президента Украины Виктора Януковича (слова Ирины Земляной (партия Демальянс), исполняет Оксана Хуторянец). В песне представлен образ Януковича как коррумпированного клоуна; упоминаются принадлежавшие ему имение Межигорье и охотничьи угодья в Сухолучье, а также президент РФ Владимир Путин. Песня стала известной благодаря видеоклипу.

## Тексты песен
| Bella ciao (один из вариантов) Una mattina mi son svegliato, o bella, ciao! bella, ciao! bella, ciao, ciao, ciao! Una mattina mi son svegliato ed ho trovato l’invasor. O partigiano, portami via, o bella, ciao! bella, ciao! bella, ciao, ciao, ciao! O partigiano, portami via, ché mi sento di morir. E se io muoio da partigiano, o bella, ciao! bella, ciao! bella, ciao, ciao, ciao! E se io muoio da partigiano, tu mi devi seppellir. E seppellire lassù in montagna, o bella, ciao! bella, ciao! bella, ciao, ciao, ciao! E seppellire lassù in montagna sotto l’ombra di un bel fior. E le genti che passeranno o bella, ciao! bella, ciao! bella, ciao, ciao, ciao! E le genti che passeranno Mi diranno «Che bel fior!» È questo il fiore del partigiano, o bella, ciao! bella, ciao! bella, ciao, ciao, ciao! È questo il fiore del partigiano morto per la libertà! | Bella ciao delle mondine Alla mattina appena alzata o bella ciao bella ciao bella ciao ciao ciao alla mattina appena alzata in risaia mi tocca andar. E fra gli insetti e le zanzare o bella ciao bella ciao bella ciao ciao ciao e fra gli insetti e le zanzare un dur lavor mi tocca far. Il capo in piedi col suo bastone o bella ciao bella ciao bella ciao ciao ciao il capo in piedi col suo bastone e noi curve a lavorar. O mamma mia, o che tormento! o bella ciao bella ciao bella ciao ciao ciao o mamma mia o che tormento io t’invoco ogni doman. Ma verrà un giorno che tutte quante o bella ciao bella ciao bella ciao ciao ciao ma verrà un giorno che tutte quante lavoreremo in libertà | Fior di tomba Stamattina mi sono alzata, stamattina mi sono alzata, sono alzata — iolì sono alzata — iolà sono alzata prima del sol. Sono andata alla finestra e ho visto il mio primo amor che parlava a un’altra ragazza, discorreva di far l’amor. Sono andata a confessarmi e l’ho detto al confessor. Penitenza che lui m’ha dato: di lasciare il mio primo amor. Ma piuttosto che lasciarlo son contenta mì a morir. Farem fare la cassa fonda e andremo dentro in tri: prima il padre e poi la madre e il mio amore in braccio a mi, e il mio amore in braccio a mi. | E picchia picchia la porticella E picchia picchia la porticella dicendo: «Oi bella, mi vieni a aprir». E picchia picchia la porticella dicendo: «Oi bella, mi vieni a aprir». Con una mano aprì la porta e con la bocca la gli dà un bacin. La gh’ha dato un bacio così tanto forte che la suoi mamma la l’ha sentì. Ma cos’hai fatto, figliola mia, che tutto il mondo parla mal di te? Ma lascia pure che il mondo 'l diga: io voglio amare chi mi ama me. Io voglio amare quel giovanotto ch’l’ha fatt sett’anni di prigion per me. L’ha fatt sett’anni e sette mesi e sette giorni di prigion per me. E la prigione l'è tanto scura, mi fa paura, la mi fa morir |
| Белла чао (один из вариантов) — перевод Сегодня утром я вдруг проснулся О, белла чао, белла чао, белла чао, чао, чао! Сегодня утром я вдруг проснулся И увидал в стране врага! О, партизаны, меня возьмите О, белла чао, белла чао, белла чао, чао, чао! О, партизаны, меня возьмите, Навстречу смерти я пойду! Коль суждено мне в бою погибнуть О, белла чао, белла чао, белла чао, чао, чао! Коль суждено мне в бою погибнуть - Похороните вы меня. Похороните в горах высо́ко О, белла чао, белла чао, белла чао, чао, чао! Похороните в горах высо́ко В тени красивого цветка! Пройдет прохожий, цветок увидит О, белла чао, белла чао, белла чао, чао, чао! Пройдет прохожий, цветок увидит «Прекрасный, — скажет он, — цветок!» То будет память о партизане О, белла чао, белла чао, белла чао, чао, чао! То будет память о партизане Что за свободу храбро пал!               | Белла чао (слова Анатолия Горохова) Прощай, Лучия, грустить не надо, О белла чао, белла чао, белла чао, чао, чао Я на рассвете уйду с отрядом Гарибальдийских партизан Отряд укроют родные горы, О белла чао, белла чао, белла чао, чао, чао Прощай, родная, вернусь не скоро Нелегок путь у партизан И ждут фашистов в горах засады, О белла чао, белла чао, белла чао, чао, чао Здесь будут биться со мною рядом Мои друзья из разных стран Нам будет трудно, я это знаю О белла чао, белла чао, белла чао, чао, чао Но за свободу родного края, Мы будем драться до конца! | Вариант 1960-х годов Я проснулся сегодня рано, О, белла чао, белла чао, белла чао, чао, чао, Я проснулся сегодня рано В нашем лагере в лесу. Смело в горы иду высо́ко, О, белла чао, белла чао, белла чао, чао, чао, Смело в горы иду высо́ко, Горных там цветов нарву. Светит солнце, сияет ярко, О, белла чао, белла чао, белла чао, чао, чао, Светит солнце, сияет ярко, В гости к солнцу я иду. Шлю Отчизне букет огромный, О, белла чао, белла чао, белла чао, чао, чао, Шлю Отчизне букет огромный, Свою родину люблю.                                                  | |